# Шамрай Олександр Григорович
Олександр Григорович Шамрай (нар. 3 серпня 1970, с. Завадівка, Кам‘янський район, Черкаська область) — український історик, краєзнавець, журналіст і громадський діяч. Кандидат історичних наук, академік Академії політико-правових наук України, Почесний краєзнавець України (2012), голова Кам'янської районної організації «Спілка краєзнавців» Національної спілки краєзнавців України, член Національної спілки журналістів України. Лауреат Черкаської обласної премії імені Михайла Максимовича та Премії імені народного вчителя О. А. Захаренка.

## Освіта
- 1987 — закінчив Кам‘янську середню школу № 1.
- 1992 — закінчив історичний факультет Кіровоградського педагогічного інституту ім. В. Винниченка.
- 2003 — закінчив з відзнакою Дніпропетровський регіональний інститут державного управління Української Академії державного управління при Президентові України й здобув вищу освіту за спеціальністю «Державне управління» та кваліфікацію магістра державного управління.
- 2009 — захистив кандидатську дисертацію «Культурно-освітня сфера та духовне життя українського села в 1943—1950 рр. (за матеріалами центральних областей УРСР)».

## Професійна і громадська діяльність
1991 — вчитель історії Кам'янської середньої школи № 1 Черкаської області. Разом з учнівською молоддю активно займався науково-дослідницькою діяльністю, ведучи краєзнавчі пошуки. У 1996 та 1998 рр. був призером обласного конкурсу «Учитель року».
З вересня 1998 по серпень 2000 р. працював заступником голови Кам'янської райдержадміністрації.
З серпня 2000 по квітень 2003 рр. — інспектор-методист відділу освіти Кам'янської райдержадміністрації.
З вересня 2003 по липень 2008 р. працював за сумісництвом викладачем кафедр історії України та економіки управління і підприємництва при Кам'янському філіалі Черкаського державного технологічного університету.
У період 2006—2010 рр. працював на виборній посаді міського голови м. Кам'янки.
Член Національної спілки журналістів України (з 2009 р.).
З лютого 2011 по грудень 2014 рр. — начальник Відділу освіти Кам'янської райдержадміністрації.
З грудня 2014 р. — голова Кам'янської районної організації профспілки працівників освіти та науки та завідувач Кам'янської філії Черкаського територіального відділення Малої академії наук України.
2021—2022 рр. — директор КЗ «Телепинський ліцей Кам'янської міської ради Черкаської області».
З 2022 р. за сумісництвом доцент кафедри історії та права Черкаського державного технологічного університету.
У 2022 р. призначений заступником голови Черкаської обласної державної адміністрації з гуманітарних питань.

## Наукові інтереси
З кінця 1990-х років значну увагу приділяє поширенню знань про історію рідного краю та історії України в цілому. Автор (співавтор) понад 50 наукових праць, з них — 2 навчальні посібники, 1 монографія, 5 науково-популярних книг.
У 1997 р. за його ініціативи розпочала діяти Мала академія наук в Кам'янському районі для учнівської молоді.
Голова Кам'янської районної організації «Спілка краєзнавців» Всеукраїнської спілки краєзнавців (з 2003 р.).
З 2004 р. спільно з однодумцями (істориками, краєзнавцями, музеєзнавцями) започаткував проведення на базі Кам'янського історико-культурного заповідника щорічні науково-практичні краєзнавчі конференції «Історія рідного краю в контексті історії України» та видання збірника «Джерело».
Член Національної спілки краєзнавців України, член правління Черкаської обласної організації НСКУ (з 2008 р.). Голова ревізійної комісії Черкаської обласної організації Національної спілки краєзнавців України (з 2016 р.).
Основне коло наукових інтересів — історія України, історичне краєзнавство, персоналістика.

## Основні публікації

### Книжки
- Місто на скелястих берегах Тясмину / Шамрай О. Г., Таран Г. М., Бондаренко Л. О. та ін. Черкаси: Вертикаль, видавець ПП Кандич С. Г., 1999. — 142 с.
- Шамрай О. Г. Їхній подвиг житиме у віках: 1941—1945. Кн. 1 /О. Г. Шамрай. — Черкаси: Сіяч, 2000. — 464 с.
- Бушин М. І., Кукса Н. Г., Шамрай О. Г. Черкаський край в особах. 1941—2001. Кам'янщина. Книга 8. Черкаси: «Ваш Дім», 2005. — 312 с.
- Мельниченко В. М., Шамрай О. Г. "Культурно-освітня сфера та духовне життя українського села в 1943—1950 рр. — Черкаси: Вертикаль, 2009. — 158 с.
- Місто на скелястих берегах Тясмину / Шамрай О. Г., Таран Г. М., Бондаренко Л. О. та ін. Черкаси: Вертикаль, видавець ПП Кандич С. Г., 2009. -244 с.
- Шамрай О. Г. «Краєзнавство і навчально-виховний процес. Методичний посібник» — Черкаси: Вертикаль, вид. Кандич С. Г., 2014. — 80 с.
- Шамрай О. Г. «Історія рідного краю» Програма.(Дослідницько-експериментальний напрям [секція історичне краєзнавство]) / — Черкаси., 2015. — 52 с.
- Шамрай О. Г. Гончарик О. Г. Олександр Антонович Захаренко / О. Г. Шамрай, О. Г. Гончарик. — Черкаси: Вертикаль, вид. Кандич С. Г., 2012. — 96 с.
- Місто на скелястих берегах Тясмину / Шамрай О. Г., Таран Г. М., Бондаренко Л. О. та ін. Черкаси: Вертикаль, видавець ПП Кандич С. Г., 2019. — 300 с.
- Відомі особистості Кам'янщини / автор-укл. О. Г. Шамрай. Черкаси: Вертикаль, видавець Кандич С. Г., 2020. — 320 с.

### Статті
- Шамрай О. Г. Населення Середнього Подніпров'я і його роль в зародженні козацької державності // Вісник Черкаського університету. Черкаси, 2000. Вип. 21. С. 48–50.
- Шамрай О. Г. Топоніми Кам'янщини / О. Г. Шамрай //Краєзнавство Черкащини.- Черкаси, 2002.- Вип. 6.- С. 15-24.
- Шамрай О. Г. Роль краєзнавства у навчально-виховному процесі: [досвід шк. Кам'ян. р-ну] / О. Г. Шамрай // Пед. вісн. — 2002. — № 4. — С. 73-75.
- Шамрай О. Г. Діяльність виконавчих органів місцевої влади з виховання громадянина: основні проблеми та організація процесу. / О. Г. Шамрай // Актуальні проблеми державного управління. — Дніропетровськ, 2003. — Випуск 1(11). — С. 194—203. — (збірник наукових праць).
- Шамрай О. Г. Державний лад і управління на території Середнього Подніпров'я часів козацької держави / О. Г. Шамрай // Черкащина в контексті історії України: матеріали Першої наук.-краєзн. конф. Черкащини, присвяч. 50-річчю утворення Черкас, обл. — Черкаси, 2004.-С. 115—120. -Бібліогр.
- Шамрай О. Г. Шкварець Валентин Павлович /О. Г. Шамрай //Матеріали першої науково-практичної краєзнавчої конференції. — Кам'янка, — 2004., Джерело № 1. — С.28-31.
- Шамрай О. Г.  Відновлення робота культурно-освітніх закладів Києва та області після звільнення від нацистської окупації (1943—1945 рр.) / О. Г. Шамрай // Вісн. Черкас, ун-ту. — Черкаси, 2005. — Вип. 77. — С. 116—120. — (Історичні науки).
- Шамрай О. Г. Економічні збитки нанесені німецько- фашистськими окупантами на території Кам'янського району / О. Г. Шамрай // Черкащина в контексті історії України: матеріали Другої наук.-краєзн. конф. Черкащини, присвяч. 60-річчю Перемоги у ВВВ 1941—1945 рр. — Черкаси, 2005. — С. 264—268. — Бібліогр.
- Шамрай О. Г. Краєзнавчий матеріал про Велику Вітчизняну війну головний чинник у вихованні підростаючого покоління /О. Г. Шамрай //Матеріали другої науково-практичної краєзнавчої конференції. — Кам'янка, — 2005., Джерело № 2. — С.15-18.
- Шамрай О. Г. Роль клубів в громадсько-культурному житті повоєнного села центральних областей України / О. Г. Шамрай // Борисфен. — Д., 2006. — № 4. — С. 20-22.
- Шамрай О. Г. Організація пам'яткоохоронної роботи у повоєнний період (1944—1950 рр.) // Черкащина в контексті історії України: матеріали Третьої наук.-краєзн. конф. Черкащини, присвяч. пробл. охорони, збереження та використання іст.-культ. спадщини. Черкаси, 2007. С. 52–57.
- Шамрай О. Г. Кінообслуговування сільського населення областей Центральної України у повоєнний період (1945—1950 рр.) /О. Г. Шамрай // Український Південь у контексті вітчизняної історії: матеріали наук.-практ. конф. — Миколаїв, 2008. — С. 108—117.
- Шамрай О. Г. Радіофікація сіл Центральної України у повоєнні роки (1945—1950 рр.) / О. Г. Шамрай // Наук. пр. Миколаїв, держ. гуманіт. ун-ту ім. П. Могили. — 2008. — Т. 88, вип. 75. — С. 129—132. — (Історичні науки).
- Шамрай О. Г. Художня самодіяльність та інші форми дозвілля у повоєнному українському селі (1943—1950 рр.) / О. Г. Шамрай // Вісн. Черкас, ун-ту. — Черкаси, 2008. — Вип. 133/134. — С. 161—166. — (Історичні науки).
- Шамрай О. Г. Роль клубів у формуванні культурному середовища українського села повоєнний час (1943—1950 рр.) /О. Г. Шамрай //Матеріали Всеукраїнської науково-практичної конференції, присвяченої 90-річчю від дня заснування Національної академії наук України. — Київ, 2008. — № 4. — С. 112—114.
- Шамрай О. Г. Роль клубів у громадсько-культурному житті повоєнного села Центральних областей України /О. Г. Шамрай // Бористен., — Дніпропетровськ, 2008. — Вип. 4. — С. 20-22.
- Шамрай О. Г. Масово-політична робота сільських установ культури Центральних областей України в 1945—1950 рр. /О. Г. Шамрай // Бористен., — Дніпропетровськ, 2008. — Вип. 10. — С. 28-29.
- Шамрай О. Г. Роль бібліотек у культурному житті повоєнного села Центральних областей України (1943—1950 рр.) /О. Г. Шамрай // Вісник державної академії керівних кадрів культури і мистецтв., — Київ, 2008. — Вип. 3. — С. 94-97.
- Шамрай О. Г. Роль клубів у громадсько-культурному житті повоєнного села Центральних областей України /О. Г. Шамрай // Гуманітарний журнал., — Дніпропетровськ, 2008. — Вип. 3-4. — С. 123—128.
- Шамрай О. Г. Культурно-освітня сфера та духовне життя українського села в 1943—1950 рр. (за матеріалами центральних областей УРСР): дис. … канд. наук: 07.00.01 — Історія України. / О. Г. Шамрай; ЧНУ ім. Б. Хмельницького. — Черкаси, 2009.
- Шамрай О. Г. Втрати німецького командування в Корсунь- Шевченківській наступальній операції / О. Шамрай //Корсунь- Шевченківська операція — частина стратегічного наступу військ Червоної армії на території України в зимово-весняну кампанію 1944 року, матеріали наук.-практ. конф., присвяч. 65-річчю Корсунь-Шевченків. наступ, операції. — Черкаси, 2009. — С. 61-66. — Бібліогр. в кінці ст.
- Шамрай О. Г. Шевченківська тематика у краєзнавчих дослідженнях М. А. Шкаліберди / О. Г. Шамрай // Черкащина в контексті історії України: матеріали Четвертої наук.-краєзн. конф. «Черкащина в контексті історії України», присвяч. 195-річчю від дня народж. Т. Г. Шевченка. — Черкаси, 2010. — С. 272—274.
- Шамрай О. Г. Підвищення якості та ефективності науко-методичної роботи у педагогічних працівників району на основі інформаційно-комунікаційних технологій. /О. Г. Шамрай //Актуальні проблеми створення інформаційно-комунікаційного простору для розвитку професійної компетентності педагогічних працівників. матеріали науково-методичної конференції. Четвертого Міжнародного фестивалю педагогічних інновацій. — Черкаси, 2012. — С. 92-95.
- Шамрай О. Г. Управління сучасною школою в контексті педагогічних ідей О. А. Захаренка (на прикладі Камянського району). / О. Г. Шамрай // Вісн. Черкас, ун-ту. — Черкаси, 2012. — Вип. 1/214. — С. 127—131. — (Педагогічні науки).
- Шамрай О. Г. Муніципальна реформа як крок до оптимізації законодавчої бази в діяльності органів місцевого самоврядування. / О. Г. Шамрай //Пріоритети і напрямки оптимізації законодавчої бази діяльності органів виконавчої влади та органів місцевого самоврядування. Збірник № 4 — Черкаси, 2012., — С. 49-53.
- Шамрай О. Г. Дві долі А. Р. Глущенко та М. К. Діденка, віддані машинобудуванню./О. Г. Шамрай //Матеріали дев'ятої науково-практичної краєзнавчої конференції. — Черкаси, Вертикаль. — 2012., Джерело № 9. — С.11-14.
- Шамрай О. Г. 10 років — районної громадської організації «Спілка краєзнавців»(Історія становлення). /О. Г. Шамрай //Матеріали дес'ятої  науково-практичної краєзнавчої конференції. — Камянка, — 2013., Джерело № 10. — С.12-14.
- Шамрай О. Г. Роль керівника у професійній адаптації молодих учителів. / О. Г. Шамрай // Вісн. Черкас, ун-ту. — Черкаси, 2013. — Вип. 6/259. — С. 133—136. — (Педагогічні науки).
- Шамрай О. Г. Удосконалення професійної педагогічної компетентності. / О. Г. Шамрай // Наукові записки. — Кіровоград, 2013. — Вип. 122. — С. 404—412. — (Педагогічні науки).
- Шамрай О. Г. Пошук організаційно-педагогічних умов, що ефективно впливають на підвищення якості освіти. / О. Г. Шамрай // Вісн. Черкас, ун-ту. — Черкаси, 2015. — Вип. 3/336. — С. 115—118. — (Педагогічні науки).
- Шамрай О. Г. Менеджмент сучасної школи у гуманістичній парадигмі освіти. / О. Г. Шамрай // Вища школа: сучасні тенденції розвитку, матеріали міжнародної науково-практичної конференції. — Черкаси, 2015. С. 172—175.
- Шамрай О. Г. Історія освіти району: минуле і сьогодення. /О. Г. Шамрай //Матеріали тринадцятої науково-практичної краєзнавчої конференції. — Черкаси, Вертикаль. — 2016., Джерело № 13. — С.23-27.
- Шамрай О. Г.  «Стимул — шлях до успіху» — один із виховних принципів О. А. Захаренка. /О. Г. Шамрай //Матеріали чотирнадцятої науково-практичної краєзнавчої конференції. –Черкаси., Вертикаль. — 2017., Джерело № 14. — С.150-153.
- Шамрай О. Г. Деякі аспекти з історії освіти Кам'янщини кінця ХІХ — 30-х років ХХ століття. /О. Г. Шамрай // Визвольна боротьба 1917—1922 років на теренах Центрального Подніпров'я. Матеріали першої науково-практичної конференції. -Черкаси., Вертикаль., — 2017., — С.73-77.
- Шамрай О. Г. Щодо питання 15- літньої історії становлення Кам'янської районної громадської організації «Спілка краєзнавців» Національної спілки краєзнавців України. /О. Г. Шамрай //Матеріали п'ятнадцятої науково-практичної краєзнавчої конференції. — Черкаси, Вертикаль. — 2018., Джерело № 15. — С.54-58.
- Шамрай О. Г. Історія становлення Кам'янської районної громадської організації «Спілка краєзнавців» Національної спілки краєзнавців України / О. Г. Шамрай // Черкащина в контексті історії України: матеріали Дев'ятої наук.-краєзн. конф. «Черкащина в контексті історії України», присвяченної 30-річчю утворення Черкаської обласної організації Національної спілки краєзнавців України. Черкаси, 2019. С. 272—274.
- Шамрай О. Г. Деякі аспекти з історії освіти Кам'янщини кінця ХІХ ст.. до 30-х років ХХ ст. /О. Г. Шамрай // Матеріали ІІ-ої Всеукраїнської науково-практичної конференції «Культурно-історична спадщина України: перспективи дослідження та традиції збереження» 10-11 жовтня 2019 р.. — Черкаси, 2019. — С.123-126.
- Шамрай О. Г. Історія становлення Кам'янської районної громадської організації «Спілка краєзнавців» Національної спілки краєзнавців України. / О. Г. Шамрай // Черкащина в контексті історії України: матеріали Дев'ятої наук.-краєзн. конф. «Черкащина в контексті історії України», присвяченної 30-річчю утворення Черкаської обласної організації Національної спілки краєзнавців України. — Черкаси, 2019. — С. 272—274.
- Шамрай О. Г. Ємченко Андрій Іванович — відомий вчений із Михайлівки. // Джерело. Вип. ХУІ. Матеріали шістнадцятої науково-практичної краєзнавчої конференції «Історія рідного краю в контексті історії України» / Упоряд. О. Г. Шамрай. — Черкаси, 2019. — С. 80 — 83.
- Шамрай О. Г. ВНЕСОК АКАДЕМІКА МИХАЙЛА ІВАНОВИЧА БАЩЕНКА У РОЗВИТОК ГАЛУЗІ ЗООТЕХНІЇ // Персоналістичний вимір історії Черкащини: матеріали Другої регіональної історико-краєзнавчої конференції, присвяченої 85-річчю з дня народження доктора історичних наук, професора, заслуженого працівника освіти України Бушина Миколи Івановича (15 березня 2023 р., м. Черкаси: ЧДТУ) / упоряд.: В. М. Лазуренко, І. Ю. Стадник, О. О. Яшан, О. В. Литвин ; відповід. ред. проф. В. М. Лазуренко. — Черкаси: видавець Гордієнко Є. І., 2023. — С. 201—205.
- Шамрай О. Г. ВІДОМІ НАУКОВЦІ НОВІТНЬОЇ ДОБИ, УРОДЖЕНЦІ СЕЛА ТЕЛЕПИНЕ // Джерело. Вип. ХІХ. Матеріали дев'ятнадцятої науково-практичної краєзнавчої конференції «Історія рідного краю в контексті історії України» / Упоряд. О. Г. Шамрай. — Черкаси. 2023.
- Шамрай О. Г. Постать Тараса Шевченка в сучасних дослідженнях краєзнавців Черкащини (2010—2022 рр.). / О. Г. Шамрай // Матеріали Міжнародної науково-практичної конференції до 185-річчя отримання волі Тарасом Шевченком. — Канів. 24 травня 2023 р.
- Шамрай О. Г. ІДЕОЛОГІЗАЦІЯ РОБОТИ СІЛЬСЬКИХ КУЛЬТУРНО-ОСВІТНІХ ЗАКЛАДІВ У ПОВОЄННИЙ ПЕРІОД (1943—1950 РР.) / О. Г. Шамрай // Південний архів (історичні науки): збірник наукових праць. 2023. Вип. 41.
- Шамрай О. Г. РОБОТА КУЛЬТУРНО-ОСВІТНІХ ЗАКЛАДІВ З ОРГАНІЗАЦІЇ ДОЗВІЛЛЯ СІЛЬСЬКОГО НАСЕЛЕННЯ ЦЕНТРАЛЬНОЇ УКРАЇНИ У ПОВОЄННИЙ ПЕРІОД (1943—1950 РР.) / О. Г. Шамрай // Український селянин: зб. наук. праць / За ред. С. В. Корновенка. — Черкаси: Черкаський національний університет ім. Б. Хмельницького, 2023. — Вип. 29. — С. 182—189.
- Корновенко С. В., Шамрай О. Г. ПОВСЯКДЕННЕ ЖИТТЯ ПОВОЄННОГО УКРАЇНСЬКОГО СЕЛА (рецензія на монографію В. А. Марченко, О. Ф. Нікілєв. Повсякденне життя повоєнного українського села (середина 1940-х — перша половина 1950-х рр.): мангр. Дніпро: Ліра, 2022. 180с.) // СХІДНОЄВРОПЕЙСЬКИЙ ІСТОРИЧНИЙ ВІСНИК EAST EUROPEAN HISTORICAL BULLETIN. — 2023. — Вип. 27. — С. 277—283.
- Тупчієнко М. П., Шамрай О. Г. ПАРАЛЕЛІ В ІНДОІРАНСЬКОМУ ТА ДАВНЬОСЛОВ'ЯНСЬКОМУ МІФОЛОГІЧНОМУ МОДЕЛЮВАННІ СВІТУ (СОЛЯРНИЙ АСПЕКТ) // СХІДНОЄВРОПЕЙСЬКИЙ ІСТОРИЧНИЙ ВІСНИК EAST EUROPEAN HISTORICAL BULLETIN — 2023. — Вип. 28. — С. 8 — 19.
- Шамрай О. Г. ЗАСОБИ МАСОВОЇ ІНФОРМАЦІЇ ЯК ЧИННИК ІДЕОЛОГІЗАЦІЇ ЖИТТЯ УКРАЇНСЬКОГО ПОВОЄННОГО СЕЛА (1943—1950 РР.) / О. Г. Шамрай // ВЧЕНІ ЗАПИСКИ ТАВРІЙСЬКОГО НАЦІОНАЛЬНОГО УНІВЕРСИТЕТУ ІМЕНІ В. І. ВЕРНАДСЬКОГО Серія: Історичні науки — Том 34 (73) № 2. 2023.
- Бондарчук П. М., Шамрай О. Г. Релігійне життя греко-католиків Галичини та Закарпаття в умовах радянської тоталітарної системи (середина 1940-х-середина 1960-х років). — Краєзнавство. — К., 2023. — № 1-2.

## Нагороди та заохочення
- Учитель-методист (2002).
- Лауреат Черкаської обласної премії імені Михайла Максимовича (2003, 2009 (у номінації «авторські колективи»)).
- Відмінник освіти України (2007)
- Почесний академік Української міжнародної академії оригінальних ідей (2011).
- Почесний краєзнавець України (2012).
- Лауреат Премії імені народного вчителя О. А. Захаренка (2012).
- Лауреат Кам'янської районної премії імені Марії Шкаліберди (2016).
- Нагрудний знак «Василь Сухомлинський» (2019).
- Почесна грамота Національної спілки журналістів України (2020)[1].
- Знак «Заслужений працівник Профспілки працівників освіти і науки України» (2020).
- Академік Академії політико-правових наук України (2022).
- Відзнака Ради національної безпеки і оборони України ІІІ ступеня (2023).

Нагороджений Грамотами Українського державного центру туризму та краєзнавства (1995, 2000), Почесними грамотами управління освіти і науки Черкаської обласної державної адміністрації (1995, 1996, 1998), Дипломом Обласної станції юних туристів (1995), Почесними грамотами і Подяками обласної організації та Національної спілки краєзнавців України (1999, 2011), Грамотою Товариства Сприяння Обороні України (2001), Почесною Грамотою Академії педагогічних наук України (2008), Почесною Грамотою і Подякою Асоціації міст України та громад (2008, 2010), Почесними Грамотами Черкаської обласної ради (2009, 2013), Почесними грамотами ЦК Профспілки працівників освіти та науки України (2014, 2016, 2017), Дипломом Черкаського обласного інституту післядипломної освіти педагогічних працівників Черкаської обласної ради (2014), Почесною грамотою департаменту освіти і науки Черкаської обласної державної адміністрації (2015), Подякою і Почесною Грамотою Національного центру «Мала академія наук України» (2015, 2021), Почесною грамотою і Подякою Черкаської обласної державної адміністрації (2017, 2019), Дипломом департаменту освіти і науки Черкаської обласної державної адміністрації (2018), Грамотою Кам'янської райдержадміністрації та районної ради (2018), Почесною грамотою Федерації Професійних спілок України (2020), Почесною грамотою Черкаської обласної державної адміністрації та обласної ради «За заслуги перед Черкащиною» (2021).
Виданням «Освіта» визнаний кращим освітянином у номінаціях «Народ мій завжди буде» в 2017 р. та «Лиш храм збудуй» у 2018 р.

## Родина
Дружина Тетяна Анатоліївна — соціальний педагог, вчитель хімії та біології; дочка Юлія (1993 р.н.).